# HMS Britannia (1820)
Pour les autres navires du même nom, voir HMS Britannia.
Le HMS Britannia est un navire de ligne de classe Caledonia (1er rang) avec 120 canons construit pour la Royal Navy. 
Le navire est un temps le navire amiral de James Whitley Deans Dundas (en).

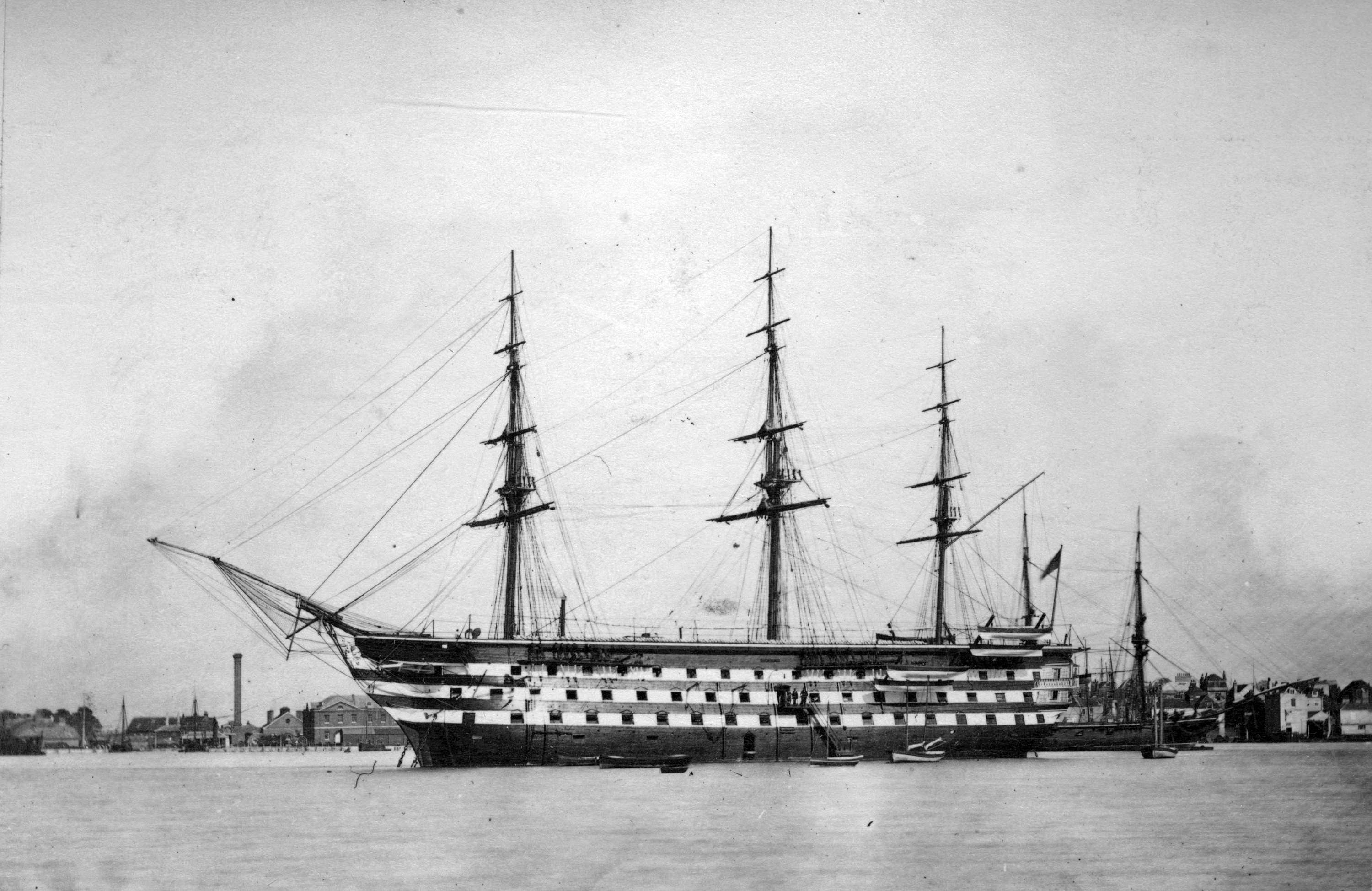
Le Britannia vers les années 1860.